# Ри Джо Гук
Ри́ Джо Гук (кор. 리조국; род. 9 мая 2002) — северокорейский футболист, нападающий клуба «Ремён» и сборной КНДР.

## Игровая карьера

### Клубная карьера
С 2022 года играет на родине за клуб ««Ремён»».

### Карьера в сборной
Играл за молодёжную сборную КНДР в футбольном турнире на летних Азиатских играх 2022 года, на которых сборная КНДР проиграла в 1/4 финала сборной Японии со счётом 2:1.
Дебютировал за основную сборную 6 июня 2024 года в матче втором раунде квалификации на чемпионат мира по футболу 2026 года в матче против Сирии, который сборная КНДР выиграла со счётом 1:0. Спустя пять дней, в матче против сборной Мьянмы оформил первый хет-трик за сборную и помог сборной КНДР выиграть матч со счётом 4:1.